# Blessonville
Blessonville település Franciaországban, Haute-Marne megyében. Lakosainak száma 176 fő (2022. január 1.). Blessonville Richebourg, Semoutiers-Montsaon, Bricon és Châteauvillain községekkel határos.

## Népesség
A település népességének változása:
| Lakosok száma | 205  | 167  | 186  | 216  | 225  | 208  | 196  | 187  | 183  | 176  |
|               | 1968 | 1982 | 1990 | 2006 | 2013 | 2015 | 2017 | 2019 | 2020 | 2022 |